# Parmelina conlabrosa
Parmelina conlabrosa är en lavart som först beskrevs av Hale, och fick sitt nu gällande namn av Elix & J. Johnst. Parmelina conlabrosa ingår i släktet Parmelina och familjen Parmeliaceae.   Inga underarter finns listade i Catalogue of Life.